# Comuna de Gozdowo
Gozdowo (polaco: Gmina Gozdowo) é uma gminy (comuna) na Polónia, na voivodia de Mazóvia e no condado de Sierpecki. A sede do condado é a cidade de Gozdowo.
De acordo com os censos de 2004, a comuna tem 6083 habitantes, com uma densidade 48 hab/km².

## Área
Estende-se por uma área de 126,7 km², incluindo:
- área agricola: 83%
- área florestal: 10%

## Demografia
Dados de 30 de Junho 2004:
|                      | Total   | Total | Mulheres | Mulheres | Homens  | Homens |
| -------------------- | ------- | ----- | -------- | -------- | ------- | ------ |
|                      | pessoas | %     | pessoas  | %        | pessoas | %      |
| População            | 6083    | 100   | 3064     | 50,4     | 3019    | 49,6   |
| Densidade (pop./km²) | 48      | 100   | 24,2     | 24,2     | 23,8    | 23,8   |

De acordo com dados de 2002, o rendimento médio per capita ascendia a 1473,46 zł.

## Subdivisões
- Antoniewo, Białuty, Bombalice, Bonisław, Bronoszewice, Cetlin, Czachorowo, Dzięgielewo, Głuchowo, Golejewo, Gozdowo, Kolczyn, Kowalewo-Boguszyce, Kowalewo Podborne, Kowalewo-Skorupki, Kozice-Smorzewo, Kuniewo, Kurówko, Lelice, Łysakowo, Miodusy, Ostrowy, Reczewo, Rempin, Rękawczyn, Rogienice, Rogieniczki, Rycharcice, Węgrzynowo, Zakrzewko, Zbójno.

## Comunas vizinhas
- Bielsk, Brudzeń Duży, Mochowo, Sierpc, Stara Biała, Zawidz